# Lista de emissoras do Sistema Brasileiro de Televisão
Esta é uma lista que contém as emissoras próprias e afiliadas que retransmitem a programação do Sistema Brasileiro de Televisão (SBT). Além disso, a lista contém ainda as operadoras de TV por assinatura que contam com o sinal da emissora em seu line-up e as antigas afiliadas da rede e suas respectivas afiliações ou situações atuais.

## Próprias

### Geradora
| Emissora      | Cidade             | UF        | Canal  | Prefixo | Operada desde |
| ------------- | ------------------ | --------- | ------ | ------- | ------------- |
| SBT São Paulo | Osasco / São Paulo | São Paulo | 4 (28) | ZYB 855 | 1981          |

### Filiais
| Emissora        | Cidade         | UF                | Canal   | Prefixo | Operada desde |
| --------------- | -------------- | ----------------- | ------- | ------- | ------------- |
| SBT Central     | Jaú            | São Paulo         | 12 (24) | ZYQ 837 | 1983          |
| SBT RP          | Ribeirão Preto | São Paulo         | 5 (24)  | ZYQ 839 | 1988          |
| SBT Rio         | Rio de Janeiro | Rio de Janeiro    | 11 (24) | ZYB 512 | 1976          |
| SBT Interior RJ | Nova Friburgo  | Rio de Janeiro    | 3 (24)  | ZYB 517 | 1982          |
| SBT Brasília    | Brasília       | Distrito Federal  | 12 (24) | ZYP 306 | 1986          |
| SBT RS          | Porto Alegre   | Rio Grande do Sul | 5 (28)  | ZYB 618 | 1981          |
| SBT Pará        | Belém          | Pará              | 5 (26)  | ZYP 292 | 1981          |

## Afiliadas

### Acre
| Grupo                                | Emissora      | Cidade          | Canal               | Prefixo | Afiliada desde  |
| ------------------------------------ | ------------- | --------------- | ------------------- | ------- | --------------- |
| Grupo Norte de Comunicação           | TV Norte Acre | Rio Branco      | 22                  | ZYP 322 | 2022            |
| Grupo James Camelli de Comunicação   | TV Juruá      | Cruzeiro do Sul | 10 (44)             | RTV     | 2009            |
| Grupo Progresso do Acre Comunicações | TV Cidade     | Feijó           | 26 (em implantação) | RTV     | Sem informações |

### Alagoas
| Grupo                          | Emissora       | Cidade | Canal  | Prefixo | Afiliada desde |
| ------------------------------ | -------------- | ------ | ------ | ------- | -------------- |
| Sistema Opinião de Comunicação | TV Ponta Verde | Maceió | 5 (19) | ZYA 220 | 2010           |

### Amapá
| Grupo                        | Emissora           | Cidade           | Canal   | Prefixo | Afiliada desde  |
| ---------------------------- | ------------------ | ---------------- | ------- | ------- | --------------- |
| Organizações José Alcolumbre | TV Amazônia        | Macapá           | 13 (36) | ZYA 287 | 2000            |
| Organizações José Alcolumbre | SBT Ferreira Gomes | Ferreira Gomes   | 10 (36) | RTV     | Sem informações |
| Organizações José Alcolumbre | SBT Serra do Navio | Serra do Navio   | 7 (36)  | RTV     | Sem informações |
| Ministério Verdade           | TV Verdade         | Laranjal do Jari | 7 (38)  | RTV     | 1995            |

### Amazonas
| Grupo                      | Emissora           | Cidade    | Canal   | Prefixo | Afiliada desde |
| -------------------------- | ------------------ | --------- | ------- | ------- | -------------- |
| Grupo Norte de Comunicação | TV Norte Amazonas  | Manaus    | 10 (34) | ZYA 250 | 2007           |
| Grupo Norte de Comunicação | TV Norte Parintins | Parintins | 34      | RTV     | 2010           |

### Bahia
| Grupo       | Emissora | Cidade   | Canal  | Prefixo | Afiliada desde |
| ----------- | -------- | -------- | ------ | ------- | -------------- |
| Grupo Aratu | TV Aratu | Salvador | 4 (25) | ZYA 296 | 1997           |

### Ceará
| Grupo                             | Emissora      | Cidade    | Canal   | Prefixo | Afiliada desde |
| --------------------------------- | ------------- | --------- | ------- | ------- | -------------- |
| Sistema Jangadeiro de Comunicação | TV Jangadeiro | Fortaleza | 12 (30) | ZYA 430 | 2015           |

### Espírito Santo
| Grupo                        | Emissora | Cidade               | Canal   | Prefixo | Afiliada desde |
| ---------------------------- | -------- | -------------------- | ------- | ------- | -------------- |
| Grupo Sá Cavalcante Rede SIM | TV SIM   | Vila Velha / Vitória | 10 (16) | ZYP 601 | 2025           |

### Goiás
| Grupo                      | Emissora         | Cidade  | Canal  | Prefixo | Afiliada desde |
| -------------------------- | ---------------- | ------- | ------ | ------- | -------------- |
| Serra Dourada Comunicações | TV Serra Dourada | Goiânia | 9 (20) | ZYA 576 | 1989           |

### Maranhão
| Grupo                                   | Emissora             | Cidade           | Canal               | Prefixo | Afiliada desde  |
| --------------------------------------- | -------------------- | ---------------- | ------------------- | ------- | --------------- |
| Sistema Difusora de Comunicação         | TV Difusora São Luís | São Luís         | 4 (38)              | ZYP 325 | 1991            |
| Sistema Difusora de Comunicação         | TV Difusora Sul      | Imperatriz       | 7 (38)              | ZYP 143 | 1989            |
| Sistema Difusora de Comunicação         | TV Difusora Leste    | Caxias           | 11 (38)             | RTV     | 2015            |
| Sistema Rio Flores de Comunicação       | TV Rio Flores        | Presidente Dutra | 9 (38)              | RTV     | 2024            |
| —                                       | TV CN                | Coelho Neto      | 8 (38)              | RTV     | Sem informações |
| Sistema FC de Comunicação               | FC TV                | Codó             | 3 (41)              | RTV     | 2008            |
| Sistema de Comunicação Lago Verde Ltda. | TV Lago Verde        | Lago Verde       | 20 (em implantação) | RTV     | 2015            |
| Sistema Abreu de Comunicação            | TV Líder             | Vargem Grande    | 7 (38)              | RTV     | 2024            |
| —                                       | TV Sucesso           | Turilândia       | 4 (29)              | RTV     | Sem informações |
| —                                       | TV Médio Sertão      | Buriti Bravo     | 14                  | RTV     | 2023            |
| —                                       | TV Mirador           | Mirador          | 3 (38)              | RTV     | Sem informações |

### Mato Grosso
| Grupo                                            | Emissora         | Cidade             | Canal                    | Prefixo | Afiliada desde  |
| ------------------------------------------------ | ---------------- | ------------------ | ------------------------ | ------- | --------------- |
| Grupo Roberto Dorner de Comunicação              | SBT Cuiabá       | Cuiabá             | 5 (45)                   | RTV     | 2009            |
| Grupo Roberto Dorner de Comunicação              | SBT Nova Mutum   | Nova Mutum         | 9 (45)                   | RTV     | 2018            |
| Grupo Roberto Dorner de Comunicação              | SBT Rondonópolis | Rondonópolis       | 8 (45)                   | ZYQ 728 | 2009            |
| Grupo Roberto Dorner de Comunicação              | SBT Sinop        | Sinop              | 4 (48)                   | RTV     | 2009            |
| Sistema de Rádio e Televisão Regional de Sorriso | SBT Sorriso      | Sorriso            | 6 (46)                   | RTV     | 2009            |
| Boom Comunicações                                | Bem TV           | Tangará da Serra   | 3 (14)                   | RTV     | 2009            |
| LF Comunicações e Entretenimento                 | Garças TV        | Barra do Garças    | 4 (28)                   | RTV     | 1990            |
| Sistema Cidade de Rádio e Televisão              | TV Centro-Oeste  | Pontes e Lacerda   | 6 (40)                   | RTV     | 1999            |
| Grupo MD Alliance                                | SBT Colíder      | Colíder            | 13 (48)                  | RTV     | 1996            |
| TV Descalvados Ltda.                             | TV Descalvados   | Cáceres            | 8 (45) (em implantação)  | RTV     | 1995            |
| Grupo Conti de Comunicação                       | TV Ourominas     | Matupá             | 6 (48)                   | RTV     | Sem informações |
| Grupo Araguaia Xingu de Comunicação              | TV Centro Norte  | Confresa           | 21                       | RTV     | 2020            |
| —                                                | TV Cidade        | Nova Xavantina     | 9 (39)                   | RTV     | Sem informações |
| Sistema Nortão de Radiodifusão                   | TV Nortão        | Alta Floresta      | 5 (18) (em implantação)  | RTV     | 1992            |
| Grupo Real                                       | TV Real          | Campo Verde        | 7 (51)                   | RTV     | 1993            |
| Tupi Comunicações                                | SBT Lucas        | Lucas do Rio Verde | 8 (49)                   | RTV     | 2016            |
| Grupo Matogrossense de Comunicação               | SBT Itiquira     | Itiquira           | 11 (30) (em implantação) | RTV     | Sem informações |
| Grupo Agora MT de Comunicação                    | TV Cidade        | Jaciara            | 13 (17)                  | RTV     | 1996            |
| TV Veja News Ltda.                               | TV Noroeste      | Juína              | 7 (19)                   | RTV     | 2020            |
| TV Chapadão Ltda.                                | TV Divisa        | Alto Araguaia      | 44                       | RTV     | —               |

### Mato Grosso do Sul
| Grupo                                 | Emissora   | Cidade       | Canal   | Prefixo | Afiliada desde  |
| ------------------------------------- | ---------- | ------------ | ------- | ------- | --------------- |
| Fundação Internacional de Comunicação | SBT MS     | Campo Grande | 8 (28)  | ZYP 310 | 1981            |
| Grupo Matogrossense de Comunicação    | SBT Sonora | Sonora       | 11 (25) | RTV     | Sem informações |

### Minas Gerais
| Grupo                          | Emissora                   | Cidade                          | Canal             | Prefixo | Afiliada desde |
| ------------------------------ | -------------------------- | ------------------------------- | ----------------- | ------- | -------------- |
| Diários Associados             | TV Alterosa Belo Horizonte | Belo Horizonte                  | 5 (36)            | ZYP 266 | 1981           |
| Diários Associados             | TV Alterosa Centro-Oeste   | Divinópolis                     | 10 (34)           | ZYP 291 | 2002           |
| Diários Associados             | TV Alterosa Leste          | Manhuaçu / Governador Valadares | 27 (38) / 13 (38) | ZYA 771 | 2011           |
| Diários Associados             | TV Alterosa Sul de Minas   | Varginha                        | 4 (23)            | ZYA 739 | 1994           |
| Diários Associados             | TV Alterosa Zona da Mata   | Juiz de Fora                    | 10 (32)           | ZYP 283 | 1999           |
| Rede Vitoriosa de Comunicações | TV Vitoriosa               | Ituiutaba / Uberlândia          | 3 (32) / 2 (32)   | ZYA 733 | 1989           |

### Pará
| Grupo                                         | Emissora         | Cidade                | Canal                   | Prefixo | Afiliada desde  |
| --------------------------------------------- | ---------------- | --------------------- | ----------------------- | ------- | --------------- |
| Grupo RTP Castanhal                           | TV Paraense      | Castanhal             | 3 (25)                  | RTV     | 2002            |
| Sistema Floresta de Comunicação               | TV Floresta      | Tucuruí               | 12 (27)                 | RTV     | 1982            |
| Sistema Floresta de Comunicação               | SBT Capanema     | Capanema              | 26                      | RTV     | Sem informações |
| Sistema Floresta de Comunicação               | TV São Miguel    | São Miguel do Guamá   | 12 (26)                 | RTV     | Sem informações |
| Organizações Nivaldo Pereira                  | TV Ponta Negra   | Santarém              | 5 (24)                  | RTV     | Sem informações |
| Organizações Nivaldo Pereira                  | TV Ponta Negra   | Oriximiná             | 9 (24) (em implantação) | RTV     | Sem informações |
| Grupo Correio de Comunicação                  | TV Correio       | Marabá                | 26 (28)                 | RTV     | 2016            |
| Grupo Correio de Comunicação                  | TV Correio       | Parauapebas           | 40 (28)                 | RTV     | Sem informações |
| Grupo Correio de Comunicação                  | TV Correio       | Canaã dos Carajás     | 8 (47)                  | RTV     | Sem informações |
| Rede de Rádio e Televisão Vale do Xingu Ltda. | TV Vale do Xingu | Altamira              | 10 (38)                 | RTV     | 1989            |
| Grupo Arauto                                  | TVI              | Redenção              | 7 (29)                  | RTV     | Sem informações |
| Grupo Ita de Comunicação                      | TV Tapajoara     | Itaituba              | 7 (25)                  | RTV     | 1988            |
| Sistema Maratauira de Comunicações Ltda.      | TV Abaetetuba    | Abaetetuba            | 23 (27)                 | RTV     | Sem informações |
| Ouro Verde Comunicações Ltda.                 | SBT Paragominas  | Paragominas           | 25                      | RTV     | Sem informações |
| SBT - Sistema Bragantino de Televisão Ltda.   | SBT Bragança     | Bragança              | 26                      | RTV     | 2016            |
| Rádio e TV Montes Claros de Alenquer Ltda.    | TV Montes Claros | Alenquer              | 11 (27)                 | RTV     | 1991            |
| Rede de Comunicação Regional                  | SBT Xinguara     | Xinguara              | 9 (36) (em implantação) | RTV     | Sem informações |
| Prefeitura Municipal de Dom Eliseu            | Prime TV         | Dom Eliseu            | 9 (26)                  | RTV     | Sem informações |
| Rádio Televisão Fraternidade Ltda.            | TV Fraternidade  | Curuçá                | 9 (26) (em implantação) | RTV     | Sem informações |
| Grupo Ideal dos Montes                        | TV Ideal         | Vigia                 | 9 (26) (em implantação) | RTV     | Sem informações |
| —                                             | N1 TV            | Conceição do Araguaia | 14                      | RTV     | Sem informações |
| —                                             | TV Arraias       | Jacundá               | 46                      | RTV     | Sem informações |
| Bacex Comércio e Exportação Ltda.             | TV STM           | Mocajuba              | 13 (36)                 | RTV     | Sem informações |
| M.M. Studio Produções e Publicação Ltda.      | TV Tucumã        | Tucumã                | 25                      | RTV     | Sem informações |
| TV Guajará Ltda.                              | TV Guajará       | Tailândia             | 7 (33)                  | RTV     | Sem informações |
| —                                             | TV Breves        | Breves                | 26                      | RTV     | Sem informações |

### Paraíba
| Grupo                       | Emissora     | Cidade         | Canal  | Prefixo | Afiliada desde |
| --------------------------- | ------------ | -------------- | ------ | ------- | -------------- |
| Grupo Thathi de Comunicação | TV Tambaú    | João Pessoa    | 5 (31) | ZYB 273 | 1995           |
| Grupo Norte de Comunicação  | TV Borborema | Campina Grande | 9 (30) | ZYQ 802 | 1989           |

### Paraná
| Grupo       | Emissora  | Cidade                           | Canal            | Prefixo | Afiliada desde |
| ----------- | --------- | -------------------------------- | ---------------- | ------- | -------------- |
| Grupo Massa | TV Iguaçu | Curitiba                         | 4 (39)           | ZYQ 217 | 1981           |
| Grupo Massa | TV Tibagi | Apucarana / Maringá              | 11 (39 / 21)     | ZYQ 206 | 1981           |
| Grupo Massa | TV Naipi  | Foz do Iguaçu                    | 12 (39)          | ZYB 401 | 1985           |
| Grupo Massa | TV Cidade | Londrina                         | 5 (23)           | ZYB 407 | 1989           |
| Grupo Massa | TV Guará  | Francisco Beltrão / Ponta Grossa | 2 (30) / 28 (27) | ZYB 432 | 2012           |

### Pernambuco
| Grupo                                      | Emissora           | Cidade  | Canal  | Prefixo | Afiliada desde |
| ------------------------------------------ | ------------------ | ------- | ------ | ------- | -------------- |
| Sistema Jornal do Commercio de Comunicação | TV Jornal          | Recife  | 2 (35) | ZYB 338 | 1987           |
| Sistema Jornal do Commercio de Comunicação | TV Jornal Interior | Caruaru | 4 (35) | ZYB 308 | 2004           |

### Piauí
| Grupo              | Emissora              | Cidade   | Canal  | Prefixo | Afiliada desde |
| ------------------ | --------------------- | -------- | ------ | ------- | -------------- |
| Grupo Cidade Verde | TV Cidade Verde       | Teresina | 5 (28) | ZYP 311 | 2000           |
| Grupo Cidade Verde | TV Cidade Verde Picos | Picos    | 5 (16) | ZYB 360 | 2022           |

### Rio Grande do Norte
| Grupo                              | Emissora       | Cidade | Canal   | Prefixo | Afiliada desde |
| ---------------------------------- | -------------- | ------ | ------- | ------- | -------------- |
| Sistema Ponta Negra de Comunicação | TV Ponta Negra | Natal  | 13 (36) | ZYP 286 | 1987           |

### Rondônia
| Grupo                      | Emissora            | Cidade              | Canal   | Prefixo | Afiliada desde  |
| -------------------------- | ------------------- | ------------------- | ------- | ------- | --------------- |
| Grupo Norte de Comunicação | TV Norte Rondônia   | Porto Velho         | 13 (36) | ZYB 592 | 1988            |
| Grupo Norte de Comunicação | TV Norte Ji-Paraná  | Ji-Paraná           | 4 (46)  | RTV     | Sem informações |
| Grupo Norte de Comunicação | TV Norte Ariquemes  | Ariquemes           | 11 (39) | RTV     | Sem informações |
| Grupo Norte de Comunicação | TV Norte Cacoal     | Cacoal              | 13 (36) | RTV     | Sem informações |
| Grupo Norte de Comunicação | TV Norte Ouro Preto | Ouro Preto do Oeste | 6 (42)  | RTV     | Sem informações |
| Grupo Norte de Comunicação | TV Norte Vilhena    | Vilhena             | 11 (43) | RTV     | Sem informações |

### Roraima
| Grupo                      | Emissora           | Cidade    | Canal   | Prefixo | Afiliada desde |
| -------------------------- | ------------------ | --------- | ------- | ------- | -------------- |
| Grupo Norte de Comunicação | TV Norte Boa Vista | Boa Vista | 12 (40) | RTV     | 2021           |

### Santa Catarina
| Grupo                               | Emissora | Cidade                | Canal             | Prefixo | Afiliada desde |
| ----------------------------------- | -------- | --------------------- | ----------------- | ------- | -------------- |
| Sistema Catarinense de Comunicações | SCC SBT  | Florianópolis / Lages | 45 (46) / 10 (46) | ZYB 764 | 2008           |

### São Paulo
| Grupo                                                | Emissora         | Cidade              | Canal   | Prefixo | Afiliada desde |
| ---------------------------------------------------- | ---------------- | ------------------- | ------- | ------- | -------------- |
| Sistema Vanguarda de Comunicação Grupo Silvio Santos | TV Sorocaba      | Sorocaba            | 35      | ZYB 874 | 1990           |
| Grupo Thathi de Comunicação Grupo Silvio Santos      | TH+ SBT Interior | Araçatuba           | 7 (34)  | ZYQ 835 | 1991           |
| Grupo Thathi de Comunicação                          | TH+ SBT Vale     | São José dos Campos | 22 (48) | ZYQ 864 | 2021           |
| Empresa de Comunicação PRM Ltda.                     | VTV              | Santos              | 46 (45) | ZYB 890 | 2011           |

### Tocantins
| Grupo                            | Emissora                | Cidade               | Canal                   | Prefixo | Afiliada desde  |
| -------------------------------- | ----------------------- | -------------------- | ----------------------- | ------- | --------------- |
| Grupo Norte de Comunicação       | TV Norte Tocantins      | Palmas               | 9 (21)                  | RTV     | 2007            |
| Grupo Norte de Comunicação       | TV Norte Araguaína      | Araguaína            | 9 (34)                  | RTV     | Sem informações |
| Grupo Norte de Comunicação       | TV Norte Gurupi         | Gurupi               | 8 (43)                  | RTV     | Sem informações |
| Grupo Norte de Comunicação       | TV Norte Augustinópolis | Augustinópolis       | 3 (46)                  | RTV     | Sem informações |
| Grupo Norte de Comunicação       | TV Norte Colinas        | Colinas do Tocantins | 10 (46)                 | RTV     | 2025            |
| Grupo Norte de Comunicação       | TV Norte Porto Nacional | Porto Nacional       | 10 (17)                 | RTV     | Sem informações |
| Sistema Boa Vista de Comunicação | TV Boa Vista            | Tocantinópolis       | 7 (30) (em implantação) | RTV     | Sem informações |

## Retransmissoras

### Acre
| Cidade               | Canal  |
| -------------------- | ------ |
| Marechal Thaumaturgo | 10 VHF |

### Amazonas
Retransmissoras da rede
| Cidade                   | Canal  |
| ------------------------ | ------ |
| São Gabriel da Cachoeira | 10 VHF |

### Bahia
Retransmissoras da rede
| Cidade               | Canal  |
| -------------------- | ------ |
| Contendas do Sincorá | 12 VHF |
| Iguaí                | 07 VHF |
| Iramaia              | 09 VHF |
| Lagoa Real           | 09 VHF |
| Nova Fátima          | 12 VHF |
| Nova Redenção        | 04 VHF |
| Wagner               | 07 VHF |

### Maranhão
Retransmissoras da rede
| Cidade     | Canal |
| ---------- | ----- |
| Turilândia | 4 VHF |

### Mato Grosso
Retransmissoras da rede
| Cidade   | Canal  |
| -------- | ------ |
| Canarana | 06 VHF |

### São Paulo
Retransmissoras da rede
| Cidade          | Canal       |
| --------------- | ----------- |
| Teodoro Sampaio | 28 (33 UHF) |

### Sergipe
O SBT não possui afiliada no estado desde a desfiliação da TV Atalaia, em 16 de julho de 2006. Atualmente, há uma retransmissora da rede na capital Aracaju. Em 2013, o SBT arrendou as retransmissoras da TV Canção Nova Aracaju no interior do estado, em razão desta estar em uma crise financeira.
| Cidade   | Canal analógico | Canal digital           |
| -------- | --------------- | ----------------------- |
| Aracaju  | —               | 50 (51 UHF)             |
| Estância | 7 VHF           | 41 UHF (em implantação) |

### Tocantins
Retransmissoras da rede
| Cidade | Canal |
| ------ | ----- |
| Nazaré | 7 VHF |

## Via satélite

### Digital
Usuários de antena parabólica digital só podem assistir com um receptor compatível com o sistema SAT HD Regional ou com o sistema Nova Parabólica, que requer um cartão de decodificação. Dependendo da região onde o usuário se cadastrar, há a distribuição do sinal da afiliada local que cobre aquela localidade no sinal terrestre. Do contrário, é disponiblizado o sinal de outra emissora. Nos receptores do sistema SAT HD Regional atuais, o número do canal é padronizado. Esta é uma lista que contém as emissoras próprias e afiliadas que retransmitem a programação do SBT via satélite.

#### Star One D2
- Posição: 70º Oeste

| Emissora                   | Frequência | Taxa de símbolos | Polarização | FEC | Canal virtual | Período de operação | Referências                                                    |
| -------------------------- | ---------- | ---------------- | ----------- | --- | ------------- | ------------------- | -------------------------------------------------------------- |
| Banda C                    |            |                  |             |     |               |                     |                                                                |
| SBT                        | 3743 MHz   | 5700 Ksps        | Vertical    | 2/3 | N/A           | Desde 2020          | [ 7 ] [ 8 ] [ 9 ] [ 10 ]                                       |
| SBT                        | 3700 MHz   | 15000 Ksps       | Vertical    | 3/4 | N/A           | 2016-2019           | [ 7 ] [ 8 ] [ 9 ] [ 10 ]                                       |
| SBT                        | 3753 MHz   | 7390 Ksps        | Vertical    | 5/6 | N/A           | 2010-2017           | [ 7 ] [ 8 ] [ 9 ] [ 10 ]                                       |
| Banda Ku                   |            |                  |             |     |               |                     |                                                                |
| TV Aratu                   | 11720 MHz  | 29900 Ksps       | Vertical    | 2/3 | 4             | Desde 2024          | [ 11 ] [ 12 ] [ 13 ] [ 14 ] [ 15 ] [ 16 ] [ 17 ] [ 18 ] [ 19 ] |
| TV Jangadeiro              | 11720 MHz  | 29900 Ksps       | Vertical    | 2/3 | 4             | Desde 2024          | [ 11 ] [ 12 ] [ 13 ] [ 14 ] [ 15 ] [ 16 ] [ 17 ] [ 18 ] [ 19 ] |
| TV Serra Dourada           | 11720 MHz  | 29900 Ksps       | Vertical    | 2/3 | 4             | Desde 2024          | [ 11 ] [ 12 ] [ 13 ] [ 14 ] [ 15 ] [ 16 ] [ 17 ] [ 18 ] [ 19 ] |
| SBT Pará                   | 11740 MHz  | 29900 Ksps       | Horizontal  | 2/3 | 4             | Desde 2023          | [ 11 ] [ 12 ] [ 13 ] [ 14 ] [ 15 ] [ 16 ] [ 17 ] [ 18 ] [ 19 ] |
| TH+ SBT Vale               | 11780 MHz  | 29900 Ksps       | Horizontal  | 2/3 | 4             | Desde 2024          | [ 11 ] [ 12 ] [ 13 ] [ 14 ] [ 15 ] [ 16 ] [ 17 ] [ 18 ] [ 19 ] |
| VTV                        | 11780 MHz  | 29900 Ksps       | Horizontal  | 2/3 | 4             | Desde 2024          | [ 11 ] [ 12 ] [ 13 ] [ 14 ] [ 15 ] [ 16 ] [ 17 ] [ 18 ] [ 19 ] |
| TV Norte Amazonas          | 11820 MHz  | 29900 Ksps       | Horizontal  | 2/3 | 4             | Desde 2024          | [ 11 ] [ 12 ] [ 13 ] [ 14 ] [ 15 ] [ 16 ] [ 17 ] [ 18 ] [ 19 ] |
| TV Ponta Verde             | 11820 MHz  | 29900 Ksps       | Horizontal  | 2/3 | 4             | Desde 2025          | [ 11 ] [ 12 ] [ 13 ] [ 14 ] [ 15 ] [ 16 ] [ 17 ] [ 18 ] [ 19 ] |
| TV Alterosa Belo Horizonte | 11900 MHz  | 29900 Ksps       | Horizontal  | 2/3 | 4             | Desde 2024          | [ 11 ] [ 12 ] [ 13 ] [ 14 ] [ 15 ] [ 16 ] [ 17 ] [ 18 ] [ 19 ] |
| TV Alterosa Centro-Oeste   | 11900 MHz  | 29900 Ksps       | Horizontal  | 2/3 | 4             | Desde 2024          | [ 11 ] [ 12 ] [ 13 ] [ 14 ] [ 15 ] [ 16 ] [ 17 ] [ 18 ] [ 19 ] |
| TV Alterosa Leste          | 11900 MHz  | 29900 Ksps       | Horizontal  | 2/3 | 4             | Desde 2024          | [ 11 ] [ 12 ] [ 13 ] [ 14 ] [ 15 ] [ 16 ] [ 17 ] [ 18 ] [ 19 ] |
| TV Alterosa Sul de Minas   | 11900 MHz  | 29900 Ksps       | Horizontal  | 2/3 | 4             | Desde 2024          | [ 11 ] [ 12 ] [ 13 ] [ 14 ] [ 15 ] [ 16 ] [ 17 ] [ 18 ] [ 19 ] |
| TV Alterosa Zona da Mata   | 11900 MHz  | 29900 Ksps       | Horizontal  | 2/3 | 4             | Desde 2024          | [ 11 ] [ 12 ] [ 13 ] [ 14 ] [ 15 ] [ 16 ] [ 17 ] [ 18 ] [ 19 ] |
| SBT                        | 11940 MHz  | 29900 Ksps       | Horizontal  | 2/3 | 4             | Desde 2023          | [ 11 ] [ 12 ] [ 13 ] [ 14 ] [ 15 ] [ 16 ] [ 17 ] [ 18 ] [ 19 ] |
| SBT RS                     | 11940 MHz  | 29900 Ksps       | Horizontal  | 2/3 | 4             | Desde 2023          | [ 11 ] [ 12 ] [ 13 ] [ 14 ] [ 15 ] [ 16 ] [ 17 ] [ 18 ] [ 19 ] |
| SBT São Paulo              | 11940 MHz  | 29900 Ksps       | Horizontal  | 2/3 | 4             | Desde 2023          | [ 11 ] [ 12 ] [ 13 ] [ 14 ] [ 15 ] [ 16 ] [ 17 ] [ 18 ] [ 19 ] |
| SBT Brasília               | 12120 MHz  | 29900 Ksps       | Vertical    | 2/3 | 4             | Desde 2023          | [ 11 ] [ 12 ] [ 13 ] [ 14 ] [ 15 ] [ 16 ] [ 17 ] [ 18 ] [ 19 ] |
| SBT Rio                    | 12120 MHz  | 29900 Ksps       | Vertical    | 2/3 | 4             | Desde 2023          | [ 11 ] [ 12 ] [ 13 ] [ 14 ] [ 15 ] [ 16 ] [ 17 ] [ 18 ] [ 19 ] |

#### Sky Brasil-1
- Posição: 43º Oeste

| Emissora      | Frequência | Taxa de símbolos | Polarização | FEC | Canal virtual | Período de operação | Referências          |
| ------------- | ---------- | ---------------- | ----------- | --- | ------------- | ------------------- | -------------------- |
| Banda Ku      |            |                  |             |     |               |                     |                      |
| SBT Brasília  | 10802 MHz  | 30000 Ksps       | Horizontal  | 2/3 | 4             | Desde 2023          | [ 20 ] [ 21 ] [ 15 ] |
| SBT Rio       | 11222 MHz  | 30000 Ksps       | Vertical    | 5/6 | 4             | Desde 2023          | [ 20 ] [ 21 ] [ 15 ] |
| SBT São Paulo | 11302 MHz  | 30000 Ksps       | Vertical    | 2/3 | 4             | Desde 2023          | [ 20 ] [ 21 ] [ 15 ] |
| SBT RS        | 11470 MHz  | 30000 Ksps       | Vertical    | 2/3 | 4             | Desde 2023          | [ 20 ] [ 21 ] [ 15 ] |
| SBT           | 11510 MHz  | 30000 Ksps       | Horizontal  | 2/3 | 4             | Desde 2023          | [ 20 ] [ 21 ] [ 15 ] |
| SBT Pará      | 11510 MHz  | 30000 Ksps       | Vertical    | 2/3 | 4             | Desde 2023          | [ 20 ] [ 21 ] [ 15 ] |

### Antigas transmissões

#### Analógico
| Satélite    | Posição   | Frequência                  | Filtro BW | Polarização | Observações                           | Período de operação | Referências                       |
| ----------- | --------- | --------------------------- | --------- | ----------- | ------------------------------------- | ------------------- | --------------------------------- |
| Banda C     |           |                             |           |             |                                       |                     |                                   |
| Star One D2 | 70º Oeste | 3740 MHz (1410 MHz Banda L) | 18 MHz    | Vertical    | Migrou para a frequência 3734 MHz.    | 1985-2001           | [ 22 ] [ 23 ] [ 8 ] [ 24 ] [ 25 ] |
| Star One D2 | 70º Oeste | 3734 MHz (1416 MHz Banda L) | 18 MHz    | Vertical    | Migrou para a frequência 4170 MHz.    | 2001-2019           | [ 22 ] [ 23 ] [ 8 ] [ 24 ] [ 25 ] |
| Star One D2 | 70º Oeste | 4170 MHz (980 MHz Banda L)  | 18 MHz    | Vertical    | Desligado desde 28 de agosto de 2024. | 2019-2024           | [ 22 ] [ 23 ] [ 8 ] [ 24 ] [ 25 ] |

## TV por assinatura
Nas operadoras de TV por assinatura que não retransmitem a emissora da região, opera com a programação de São Paulo, exceto alguns comerciais, que são substituídos por inserções específicas para as operadoras. 
| Operadora | Canal       |
| --------- | ----------- |
| Claro TV+ | 23 / 523 HD |
| Sky       | 9 / 409 HD  |
| Vivo TV   | 514 / 222   |

## Antigas afiliadas
| Nome                               | Cidade                | UF | Canal | Situação/afiliação atual                                         | Período de afiliação |
| ---------------------------------- | --------------------- | -- | ----- | ---------------------------------------------------------------- | -------------------- |
| TV Marco Zero                      | Amapá                 | AP | 2     | Extinta                                                          | ????-2025            |
| TV Paraíso                         | Paraíso do Tocantins  | TO | 13    | Extinta                                                          | ????-2025            |
| TV Sucesso                         | Santa Helena          | MA | 4     | Extinta                                                          | ????-2025            |
| TV Talento                         | Uruará                | PA | 4     | Extinta                                                          | ????-2025            |
| TV Xingu                           | São Félix do Xingu    | PA | 4     | Extinta                                                          | ????-2025            |
| TV Conecta Piauí                   | Barão de Grajaú       | MA | 12    | Hoje TV Conecta Barão de Grajaú, afiliada à Rede Meio            | 2023-2025            |
| TV UNIFAMA                         | Guarantã do Norte     | MT | 13    | Extinta                                                          | 2018-2025            |
| TV Tribuna                         | Vitória               | ES | 7     | Band                                                             | 1985-2024            |
| TV Tropical                        | Barão de Grajaú       | MA | 12    | Hoje emissora independente                                       | 2021-2023            |
| TV Xapuri                          | Xapuri                | AC | 7     | Extinta                                                          | ????-2022            |
| TV Rio Branco                      | Rio Branco            | AC | 8     | TV Cultura                                                       | 1989-2022            |
| Tropical TV                        | Boa Vista             | RR | 10    | RedeTV!                                                          | 1991-2021            |
| RRC TV                             | Tarauacá              | AC | 2     | Extinta                                                          | 2012-2021            |
| TV Maracu                          | Viana                 | MA | 9     | Record                                                           | 2019-2020            |
| TV Araguaína                       | Araguaína             | TO | 7     | TV A Crítica                                                     | 1989-2020            |
| TV Migrantes                       | Guarantã do Norte     | MT | 13    | RedeTV!                                                          | ????-2018            |
| TV Mutum                           | Nova Mutum            | MT | 11    | Band                                                             | 1999-2018            |
| TV Sapucaia                        | Rosário               | MA | 7     | Extinta                                                          | 2010-2017            |
| TV Cidade                          | Jaru                  | RO | 13    | RedeTV!                                                          | ????-2016            |
| TV Conquista                       | Lucas do Rio Verde    | MT | 5     | Record                                                           | 2009-2016            |
| TV Miracema                        | Miracema do Tocantins | TO | 6     | Hoje emissora independente                                       | 2012-2016            |
| TV Frizon                          | Paranatinga           | MT | 8     | Extinta                                                          | 2011-2016            |
| TV Xarayés                         | Poconé                | MT | 7     | Extinta                                                          | 1997-2016            |
| TV Eldorado                        | Marabá                | PA | 7     | Hoje TV Kairós, afiliada à Boas Novas                            | 1992-2015            |
| NordesTV                           | Sobral                | CE | 48    | Hoje emissora independente                                       | 2012-2015            |
| Amazônia TV                        | Parauapebas           | PA | 4     | RedeTV!                                                          | ????-2015            |
| TV Líder                           | Querência             | MT | 15    | Extinta                                                          | 2012-2013            |
| TV Diamante                        | Diamantino            | MT | 8     | Extinta                                                          | 2008-2012            |
| TV Terra                           | Terra Nova do Norte   | MT | 2     | Extinta                                                          | 1999-2012            |
| TV Vale                            | Água Boa              | MT | 12    | Extinta                                                          | 1991-2011            |
| TV Aratu Camaçari                  | Camaçari              | BA | 4     | Extinta                                                          | 2008-2011            |
| TVB Litoral                        | Santos                | SP | 12    | Hoje TH+ Band Litoral, afiliada à Band                           | 1992-2011            |
| TVB Campinas                       | Campinas              | SP | 6     | Hoje TH+ Record Campinas, afiliada à Record                      | 1990-2011            |
| TV Guarantã                        | Guarantã do Norte     | MT | 8     | Hoje TV Amplitude, afiliada à Record                             | 1992-2009            |
| TV Cidade Verde Cuiabá             | Cuiabá                | MT | 12    | Hoje emissora própria da Rede Cidade Verde                       | 1991-2009            |
| TV Cidade Verde Primavera do Leste | Primavera do Leste    | MT | 10    | Hoje emissora própria da Rede Cidade Verde                       | ????-2009            |
| TV Cidade Verde Rondonópolis       | Rondonópolis          | MT | 4     | Hoje emissora própria da Rede Cidade Verde                       | 2005-2009            |
| TV Cidade Verde Juína              | Juína                 | MT | 10    | Rede Cidade Verde                                                | 2007-2009            |
| TV Cidade Verde Sorriso            | Sorriso               | MT | 12    | Rede Cidade Verde                                                | ????-2009            |
| TV Cidade Verde Tangará da Serra   | Tangará da Serra      | MT | 10    | Hoje emissora própria da Rede Cidade Verde                       | 2000-2009            |
| TV Nativa                          | Pelotas               | RS | 18    | Hoje Top TV Pelotas, emissora própria da Top TV                  | 2004-2008            |
| Rede SC Florianópolis              | Florianópolis         | SC | 4     | Hoje NDTV Florianópolis, afiliada à Record                       | 1989-2008            |
| Rede SC Blumenau                   | Blumenau              | SC | 9     | Hoje NDTV Blumenau, afiliada à Record                            | 2004-2008            |
| Rede SC Chapecó                    | Chapecó               | SC | 10    | Hoje NDTV Chapecó, afiliada à Record                             | 1989-2008            |
| Rede SC Joinville                  | Joinville             | SC | 8     | Hoje NDTV Joinville, afiliada à Record                           | 2000-2008            |
| TV Cidade                          | Codó                  | MA | 11    | Record                                                           | ????-2008            |
| TV A Crítica                       | Manaus                | AM | 4     | Hoje emissora independente                                       | 1981-2007            |
| TV A Crítica Parintins             | Parintins             | AM | 12    | Hoje emissora própria da TV A Crítica                            | 1998-2007            |
| TV Jovem                           | Palmas                | TO | 11    | Record                                                           | 2000-2007            |
| TV Atalaia                         | Aracaju               | SE | 8     | Record                                                           | 1986-2006            |
| TV Pajuçara                        | Maceió                | AL | 11    | Record                                                           | 1992-2006            |
| TV Cidade                          | Rondonópolis          | MT | 12    | Record                                                           | 1995-2005            |
| TV Sul Bahia                       | Teixeira de Freitas   | BA | 5     | Hoje emissora própria da RIT                                     | 1997-2004            |
| TV Açucena                         | Balsas                | MA | 10    | Extinta                                                          | 1997-2004            |
| TV Planície                        | Campos dos Goytacazes | RJ | 8     | Hoje InterTV Planície, afiliada à TV Globo                       | 1989-2004            |
| TV Pampa Centro                    | Santa Maria           | RS | 4     | RedeTV!                                                          | 1992-2003            |
| TV Pampa Norte                     | Carazinho             | RS | 9     | RedeTV!                                                          | 1992-2003            |
| TV Pampa Sul                       | Pelotas               | RS | 13    | RedeTV!                                                          | 1992-2003            |
| TV Dourados                        | Dourados              | MS | 5     | Hoje RIT Dourados, emissora própria da RIT                       | 1996-2002            |
| TV União dos Vales                 | Santa Inês            | MA | 13    | Extinta                                                          | 1999-2002            |
| TV Real                            | Palmas                | TO | 5     | Hoje TV Cristal, afiliada à TV A Crítica                         | 1992-2000            |
| TV Meio Norte                      | Teresina              | PI | 7     | Hoje TV Meio, emissora própria da Rede Meio                      | 1986-2000            |
| TV Maranhão Central                | Santa Inês            | MA | 10    | Hoje Rede Mais Família, emissora independente                    | 1995-1999            |
| TV SAT                             | Sorriso               | MT | 3     | RedeTV!                                                          | 1995-1998            |
| TV Cidade                          | Fortaleza             | CE | 8     | Record                                                           | 1987-1998            |
| TV Itapoan                         | Salvador              | BA | 5     | Hoje Record Bahia, emissora própria da Record                    | 1981-1997            |
| TV Cabrália                        | Itabuna               | BA | 7     | Hoje Record Bahia Itabuna, emissora própria da Record            | 1993-1995            |
| TV O Norte                         | João Pessoa           | PB | 7     | Hoje TV Norte Paraíba, afiliada à RedeTV!                        | 1987-1995            |
| TV Marabá                          | Marabá                | PA | 13    | Extinta                                                          | 1987-1993            |
| TV Mirante                         | São Luís              | MA | 10    | TV Globo                                                         | 1987-1991            |
| TV Karajás                         | Imperatriz            | MA | 13    | Hoje TV Nativa, afiliada à Record                                | 1981-1989            |
| TV Goyá                            | Goiânia               | GO | 4     | Hoje Record Goiás, emissora própria da Record                    | 1981-1988            |
| TV Altamira                        | Altamira              | PA | 6     | Rede Cultura do Pará (TV Brasil e TV Cultura)                    | 1986-1988            |
| TV Tropical                        | Caruaru               | PE | 12    | Hoje TV Pernambuco, afiliada à TV Cultura e TV Brasil            | 1984-1987            |
| TV Brasília                        | Brasília              | DF | 6     | RedeTV!                                                          | 1981-1985            |
| TV Barriga Verde                   | Florianópolis         | SC | 9     | Band                                                             | 1982-1985            |
| TV Cultura                         | Chapecó               | SC | 12    | Hoje NSC TV Chapecó, afiliada à TV Globo                         | 1982                 |
| TV Vitória                         | Vitória               | ES | 6     | Record                                                           | 1981-1984            |
| TV Brasil Oeste                    | Cuiabá                | MT | 8     | RBTV                                                             | 1981-1984            |
| TV Uberaba                         | Uberaba               | MG | 5     | Hoje Band Triângulo, emissora própria da Band                    | 1981-1984            |
| TV Cultura                         | Florianópolis         | SC | 6     | Hoje Record News Santa Catarina, emissora própria da Record News | 1981-1982            |